# Sant Esteve d'Abella de la Conca

L'església parroquial de Sant Esteve, respecte d'Abella de la Conca

Sant Esteve d'Abella de la Conca és l'església parroquial romànica, de la vila d'Abella de la Conca, en el terme municipal del mateix nom, a la comarca del Pallars Jussà.
Està dedicada a sant Esteve, protomàrtir, i ha estat sempre l'església parroquial del poble (formalment encara ho és, però el nombre de misses que s'hi celebren és molt petit).

## L'edifici
És un edifici de planta basilical, amb tres naus i tres absis, tot i que la nau septentrional queda reduïda a la mínima expressió: és senzillament una capelleta davant de l'absis, que va ser modernament habilitat com a sagristia. La resta de la nau, que queda quasi tota ella per sota del nivell del carrer adjacent, en algun moment va ser anul·lada, potser per la humitat i amenaça de ruïna que devia presentar.

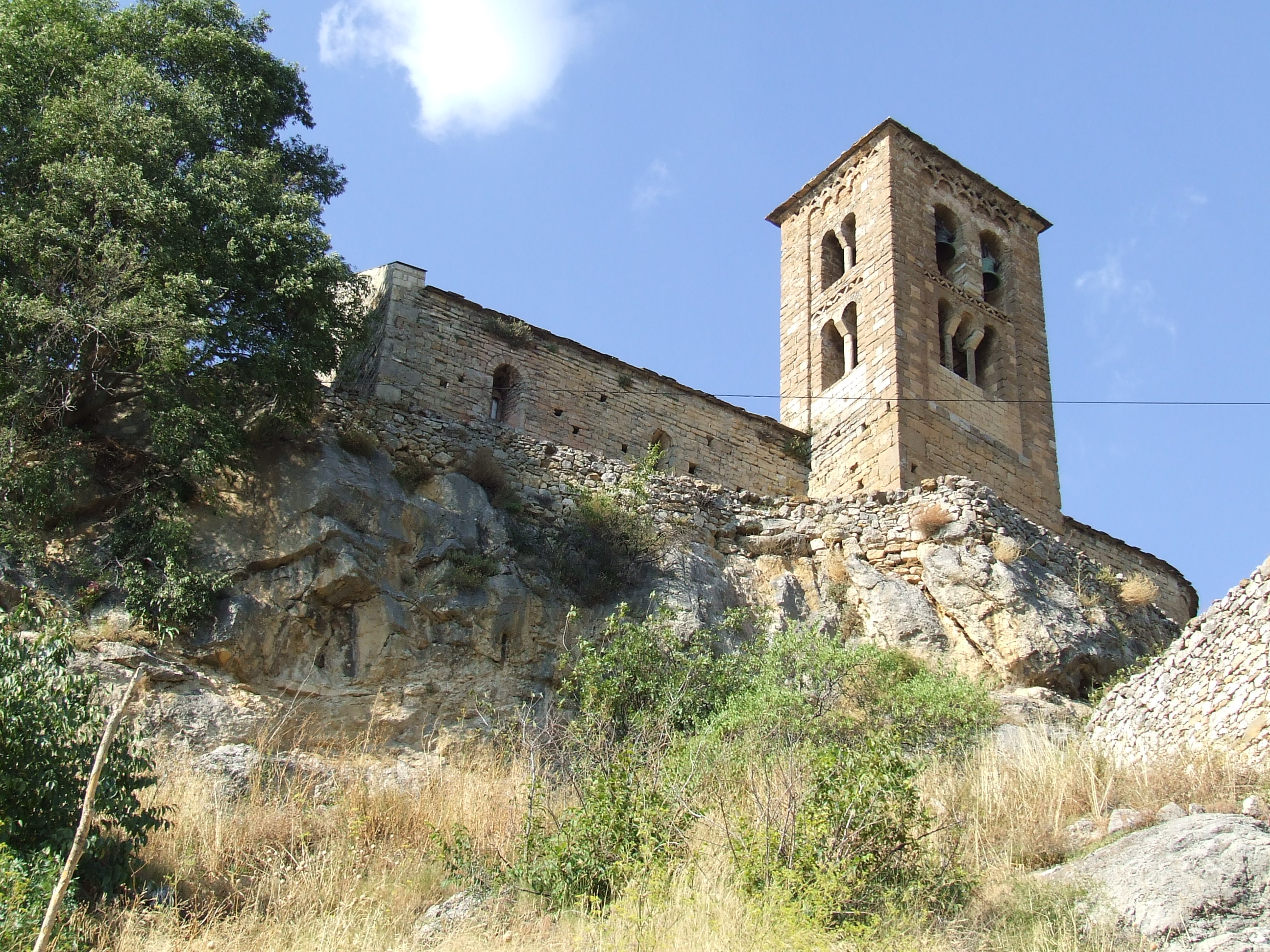
L'església de Sant Esteve des de l'entrada actual del poble

La separació entre la capçalera i les naus és molt senzill, i el lloc que en altres temples ocupa el presbiteri, aquí es veu reduít a un arc, que hom sol anomenar arc presbiteral. En el cas de la nau central, en lloc d'un hi ha dos arcs presbiterals consecutius. Les voltes de canó de les naus estan reforçades al llarg per tres arcs torals, que arrenquen de pilars semicirculars superposats als arcs quadrangulars, d'on arrenquen els arcs formers, de poca alçada, que separen les naus. Això provoca una de les diverses originalitats d'aquesta església: els arcs entre la nau principal i les laterals prenen una forma de creu. Si el temple fos del segle xii, ja no es consideraria tan original, atès que aquesta forma de creu amb pilastres arrodonides és bastant freqüent, però sobretot en esglésies de més volum que aquesta.

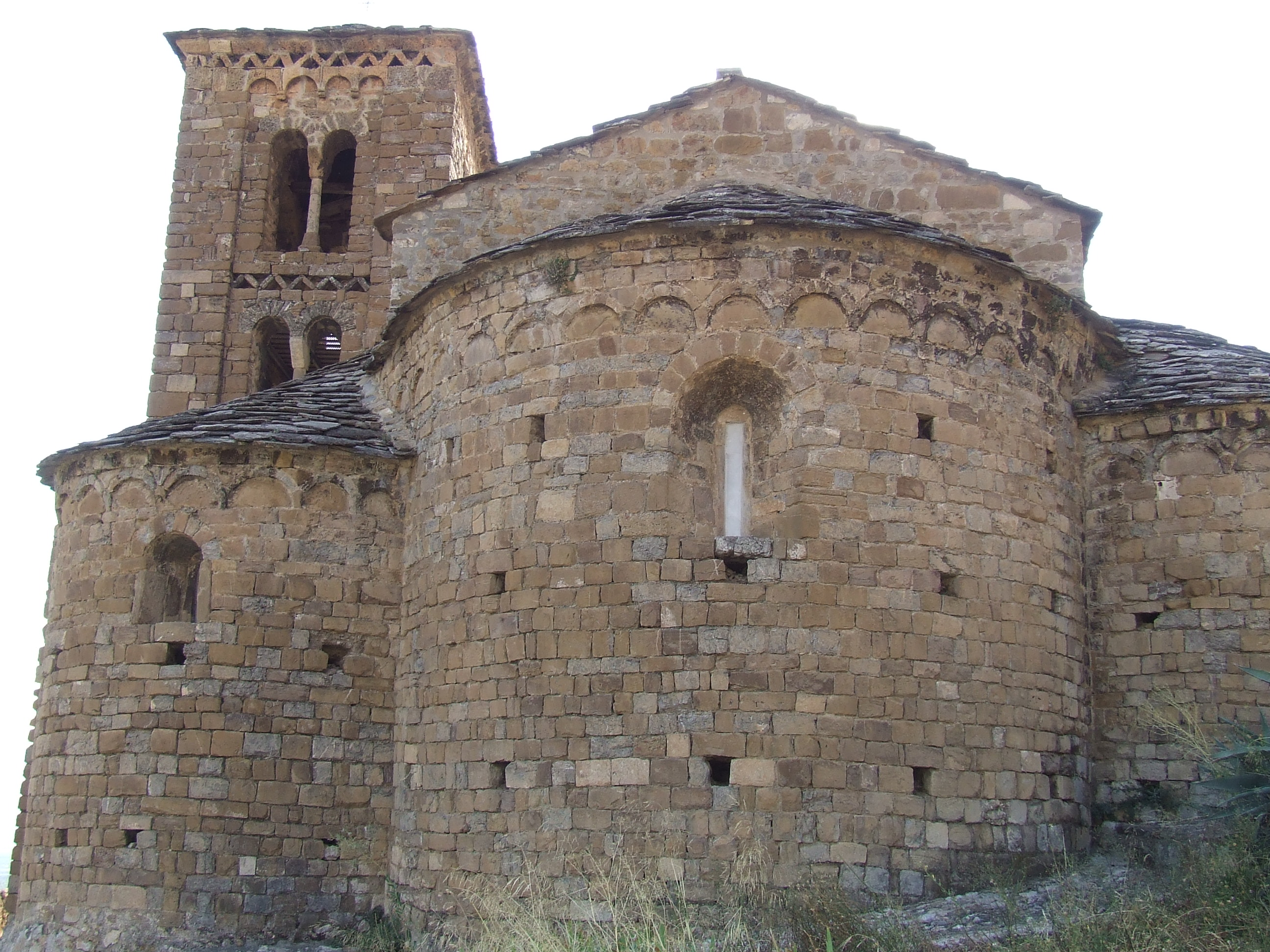
Detall de la capçalera i el campanar, on es poden veure tots els elements constructius de caràcter decoratiu

La porta primitiva, del segle xi, és on solien ser les portes dels temples d'aquella època, però les reformes del segle subsegüent, que consistiren sobretot en l'erecció del campanar i l'obertura de la porta a la façana de ponent rellegaren la primera porta, molt petita, a un paper secundari. La nova porta ja tenia una amplada més notable, i era reforçada per una arquivolta en degradació.
Diverses finestrones de doble esqueixada s'obren en els murs meridionals i occidental, així com en el centre dels absis. Les cobertes de les naus són a diferents nivell, ja que la nau central és sensiblement més alta que les laterals.

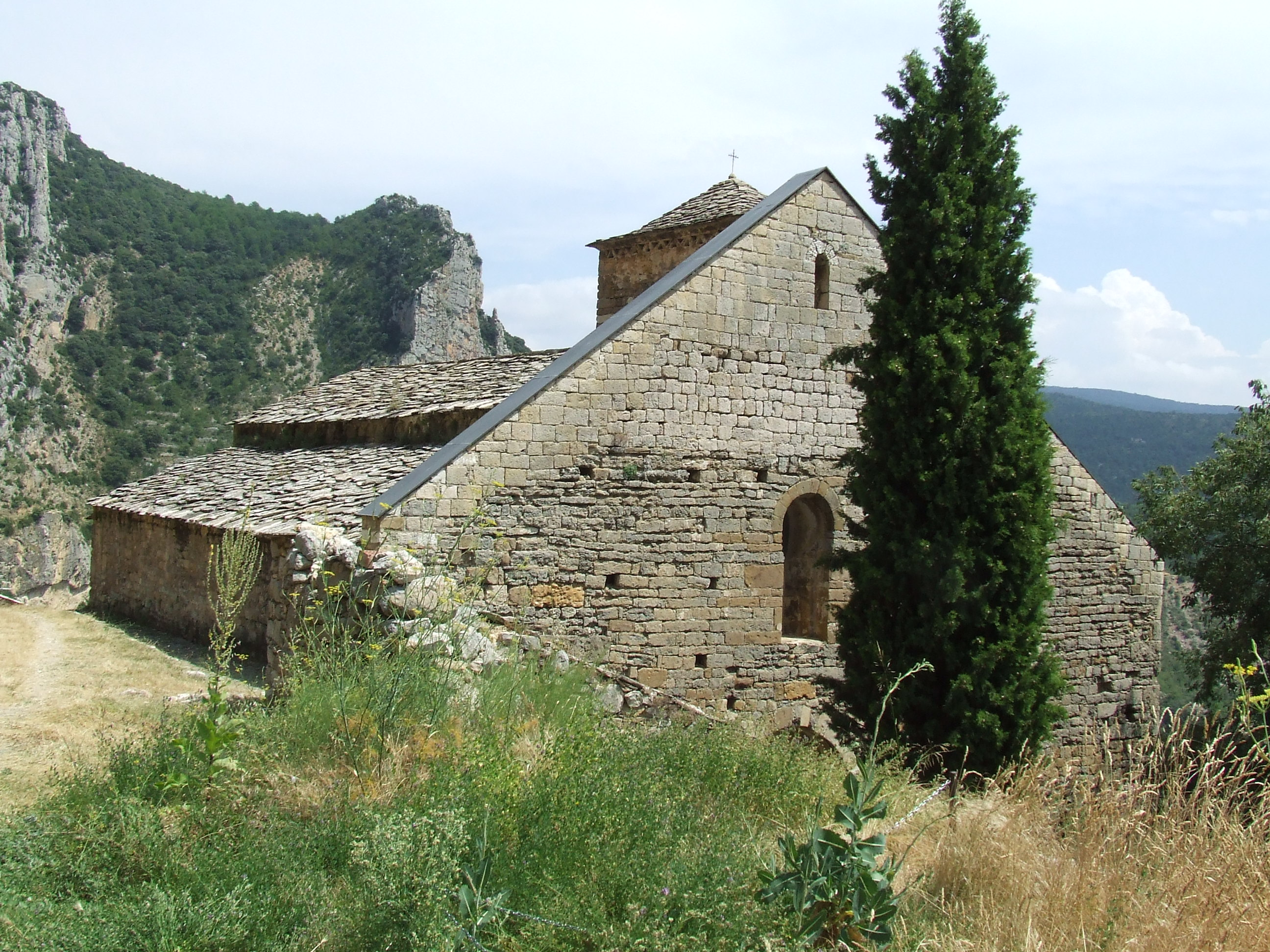
Façana de ponent i mur nord de l'església

La regularitat de les filades de carreus del conjunt del temple i la presència d'elements decoratius en la mateixa construcció, com arcuacions cegues -anomenades sovint llombardes- als absis, nau i campanar, la disposició de les pedres per formar l'arc superior de les finestres, la presència al campanar de finestres geminades i triforades, o uns frisos formant triangles entre els pisos del campanar i sota el ràfec del capdamunt, confereixen a l'església una presència i fins i tot una pretensiositat superiors al lloc on es dreça el temple. Possiblement hom hi podria veure la mà dels senyors d'Abella, preocupats per bastir un temple que fos adequat al nivell que ells pretenien per als seus dominis.
Destaca en el conjunt la torre-campanar de dos pisos, que fa visible, més per la seva ubicació que per la mateixa alçada que té, l'església de Sant Esteve des de pràcticament qualsevol lloc del sector pla del terme, i la capçalera triabsidal. A més, el conjunt de capçalera i campanar és la primera visió, impactant, que rep el visitant en pujar pel carrer del poble que mena a l'església. I si és de nit, il·luminada, encara més.

## Retaule de Pere Serra
Conservava un retaule gòtic de Pere Serra de petites proporcions, pintat aproximadament el 1375, el Retaule dels Goigs de la Verge. Aquest retaule és famós per diversos motius:
- Va ser mostrat a l'Exposició Internacional de 1929 a Barcelona.
- Durant la guerra civil es va haver d'amagar a l'hospital de Santa Maria de Lleida per evitar que fos destruït.
- Va ser robat el 1972 i es va convertir en un emblema que representava la situació de l'art religiós a Catalunya a les acaballes del segle xx.
- Actualment es troba al Museu Diocesà d'Urgell.[1]

## Retaule gòtic de Pere Garcia de Benavarri
També servava un altre retaule, el de la Pietat, del taller del mestre Pere Garcia de Benavarri, datat a darreries del segle xv. Actualment aquest retaule és al Museu de la Conca Dellà. A més, s'hi han trobat fragments de pintures murals romàniques, entre els quals destaca el cap d'una figura que podria ser la d'un sant o fins i tot la d'un pantocràtor. Podria tractar-se dels primers esbossos per a una figura que mai no es va arribar a dur a terme. El 2008 s'està acabant la restauració d'aquests frescos, i s'ha anunciat que, quan estigui acabada la restauració de tot el temple de Sant Esteve, el retaule de la Pietat acompanyarà els frescos restaurats en les visites que es podran fer a l'església.

## Història
Aquesta església substituí, ja a darreries del segle xi, l'anterior, que era dalt el castell. Se'n té documentació des del 1100: Guillem Guitart i la seva muller donen aquesta església i la de Sant Vicenç de Bóixols a Santa Maria de Solsona (que en aquell moment no era encara la seu d'un bisbat propi, sinó un temple monacal depenent del bisbat d'Urgell). En aquest mateix document s'esmenta una altra església a Abella de la Conca: la de Santa Maria, que es reserven per al seu ús i domini els signataris del document. D'aquesta darrera església a penes en queda res.
A partir del 1100 són ja freqüents els esments d'aquesta església en la documentació medieval.

## Etimologia
Església parroquial d'Abella de la Conca, advocada a sant Esteve, protomàrtir.